# Chico Uejo
Francisco Takeshi de Souza Uejo (São Gotardo, 16 de agosto de 1978), conhecido como Chico Uejo, é um político brasileiro do estado de Minas Gerais.
Chico Uejo foi vice-prefeito de São Gotardo e atualmente é deputado estadual em Minas Gerais, sendo o mais jovem da Assembleia e o primeiro descendente de japoneses a ocupar uma cadeira no parlamento mineiro.